# Carlo Tacchini
Carlo Tacchini (* 25. Januar 1995 in Verbania) ist ein italienischer Kanute.

## Karriere
Carlo Tacchinis größter Erfolg bei den Junioren war der Gewinn der U23-Europameisterschaften 2017 in Belgrad. Bei den Erwachsenen gab er bereits 2015 in Duisburg sein Debüt und startete zunächst vor allem im Einer-Canadier. Er vertrat Italien bei den Olympischen Spielen 2016 in Rio de Janeiro, wo er in zwei Disziplinen an den Start ging. Auf der 200-Meter-Sprintstrecke qualifizierte er sich nach überstandenem Vorlauf letztlich nur für das B-Finale, das er auf Rang sieben beendete und damit 15. insgesamt wurde. Auf der 1000-Meter-Distanz gelang ihm hingegen dank eines zweiten Platzes im Halbfinale der Einzug ins A-Finale der besten acht Kanuten, er kam dort aber in 4:15,368 min nicht über den achten Platz hinaus.
Bei den Weltmeisterschaften 2017 in Račice u Štětí sicherte er sich seinen ersten Medaillenerfolg, als er auf der 500-Meter-Strecke hinter Martin Fuksa sogleich Vizeweltmeister wurde. Ein Jahr darauf belegte er in Belgrad bei den Europameisterschaften sowohl über 1000 Meter als auch über 5000 Meter jeweils den dritten Platz. Auf der 5000-Meter-Distanz gewann er bei den Europameisterschaften 2021 in Posen erneut die Bronzemedaille und schloss im selben Jahr auch das Rennen über 500 Meter bei den Weltmeisterschaften in Kopenhagen auf dem dritten Platz ab. In München wiederholte er 2022 bei den Europameisterschaften seine Platzierungen aus dem Jahr 2018 und wurde erneut Dritter auf der 1000-Meter- und der 5000-Meter-Strecke. Seinen ersten großen internationalen Erfolg im Zweier-Canadier feierte er 2023 bei den Europaspiele in Krakau. Gemeinsam mit Gabriele Casadei gewann er den Wettkampf auf der 500-Meter-Strecke und damit die Goldmedaille. Die beiden wurden auf dieser Strecke im Jahr darauf in Szeged außerdem auch Europameister und belegten im Rennen über 1000 Meter den dritten Platz.
Erfolgreich verliefen für die beiden 2024 auch die Olympischen Spiele in Paris. Im Zweier-Canadier über 500 Meter qualifizierten sie sich als Zweite ihres Vorlaufs für das Halbfinale, das sie auf dem dritten Platz beendeten. Im Finallauf überquerten sie nach 1:41,08 min die Ziellinie, womit sie hinter den siegreichen Chinesen Liu Hao und Ji Bowen, die in 1:39,48 Minuten Olympiasieger wurden, und vor den mit 1:41,18 min drittplatzierten Spaniern Joan Antoni Moreno und Diego Domínguez den zweiten Platz belegten und die Silbermedaille gewannen. Tacchini trat darüber hinaus im Einer-Canadier über 1000 Meter an und zog nach Rang eins in seinem Viertelfinallauf und Rang vier in seinem Halbfinallauf ins A-Finale ein. In 3:48,97 min belegte er den fünften Platz und blieb knapp vier Sekunden hinter dem drittplatzierten Serghei Tarnovschi. Bei den Europameisterschaften 2025 in Račice u Štětí wurden Tacchini und Casadei über 500 Meter Europameister. Auf der 5000-Meter-Strecke im Einzel belegte Tacchini Rang drei.